# Tara Platt
Tara Platt (nacida el 18 de junio de 1978)  es una actriz y autora estadounidense que ha prestado su voz a docenas de versiones en inglés de películas de anime, series de televisión y videojuegos japoneses. Sus papeles más notables en el anime a incluyen Temari en Naruto y Reina en Rave Master. También da voz a Kali Belladonna en RWBY, Mitsuru Kirijo en Persona 3, Edelgard von Hresvelg en Fire Emblem: Three Houses, Miriel y Flavia en Fire Emblem: Awakening, Anna Williams en la serie Tekken, así como personajes en Mortal Kombat vs. DC Universe, Ultimate Marvel vs. Capcom 3, Saints Row: The Third, Bayonetta 2, Setsuka de la serie Soulcalibur, League of Legends y Yuri Watanabe en Spider-Man.

## Primeros años

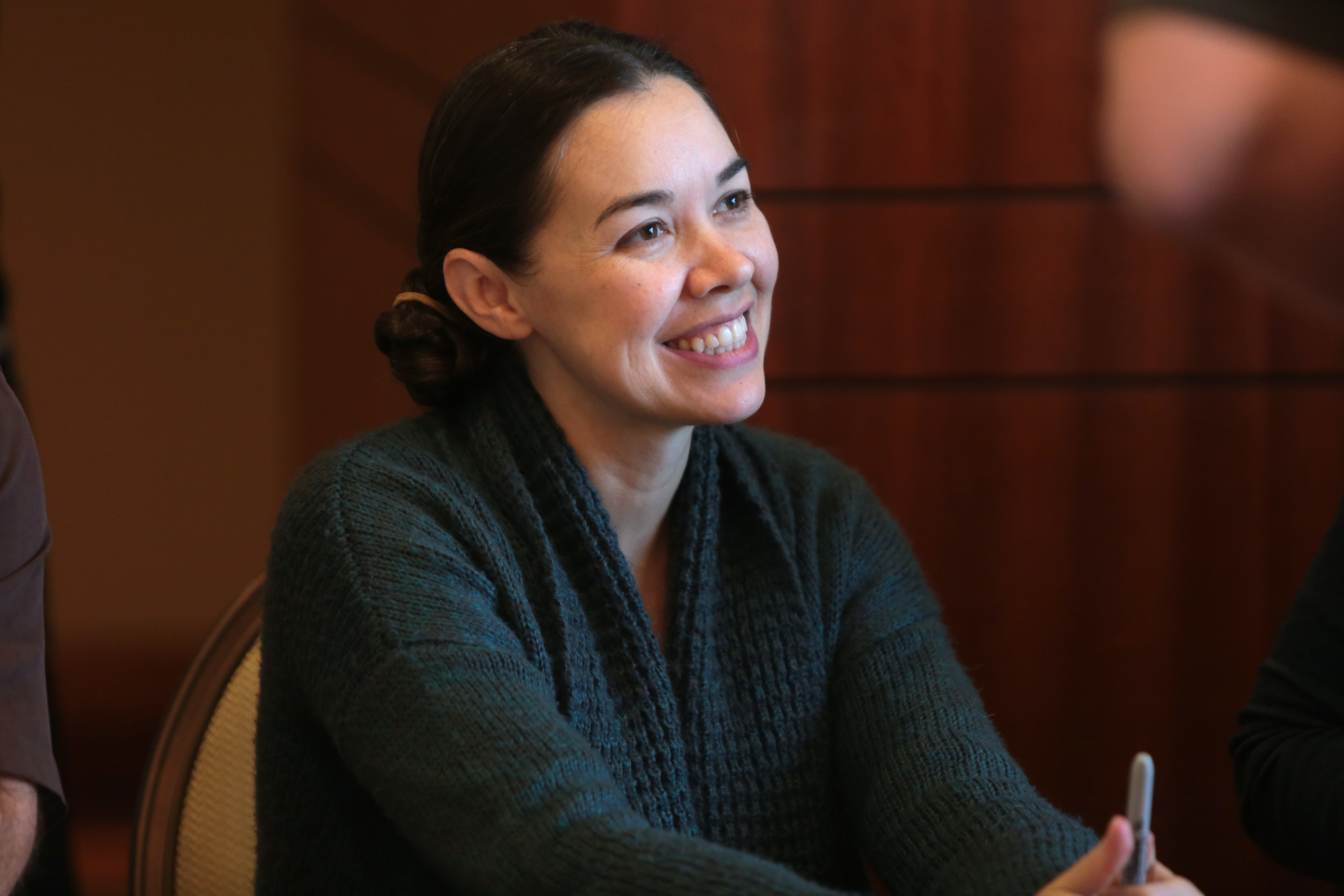
Platt hablando con aficionados en la Saboten Con 2016

Platt se mudó bastante cuando era joven y su familia se estableció en Chelsea, Michigan, cuando tenía 14 años. Asistió a la Mason Gross School of the Arts de la Universidad de Rutgers en New Brunswick, Nueva Jersey, donde obtuvo su Licenciatura en Bellas Artes en artes teatrales en 1999. También estudió en la Academia de Teatro de Londres. Vivía en Nueva York y trabajaba off-Broadway, y luego se mudó a Los Ángeles.

## Carrera
En pantalla, Platt ha aparecido en series de televisión como Scandal, Hawaii Five-0, Castle y Revenge, así como en la película The Call. Platt también ha actuado en shows escritos y dirigidos por John de Lancie. Interpretó a Julieta en Romeo y Julieta (tanto con el Pasadena Civic como con el Toyota Youth Shakespeare Series con la Filarmónica de Los Ángeles);  Titania en El sueño de una noche de verano; Katherine en La fierecilla domada; y apareció en First Nights: Clara and Robert Schumann en el Walt Disney Concert Hall como Clara Schumann, en un papel escrito para ella por de Lancie. 
En 2004, Platt y su esposo, Yuri Lowenthal, fundaron Monkey Kingdom Productions, una productora de cine independiente que ha producido dos largometrajes, siendo estos Tumbling After de Lowenthal y el falso documental Con Artists. También crearon la serie web de acción en vivo Shelf Life sobre un grupo de figuritas de superhéroes; la serie duró cuatro temporadas en YouTube. Su serie de comedia Whatta Lark obtuvo siete nominaciones a IAWTV y ganó el premio al Mejor actor masculino en una comedia para el actor principal Christopher Graham.
En 2018, a Platt y Lowenthal se les pidió que dieran una charla TEDx para TEDxUCSD en la Conferencia TEDx de mayo de 2018: When Bubbles Burst. Su tema fue la historia de su vida: el uso de la estructura de la historia para navegar la crisis.
Platt y Lowenthal son coautores de un libro llamado Voice-Over Voice Actor: What It's Like Behind the Mic y su segunda parte Voice-Over Voice Actor: The Extended Edition, que brinda consejos e información para los aspirantes a actores de voz. Platt también es autora de varios otros libros, incluido el libro para dormir para niños Relax Your Toes, un diario interactivo de una niña romaní viajera, Zartana, y la novela distópica YA Prep School for Serial Killers.

## Vida personal

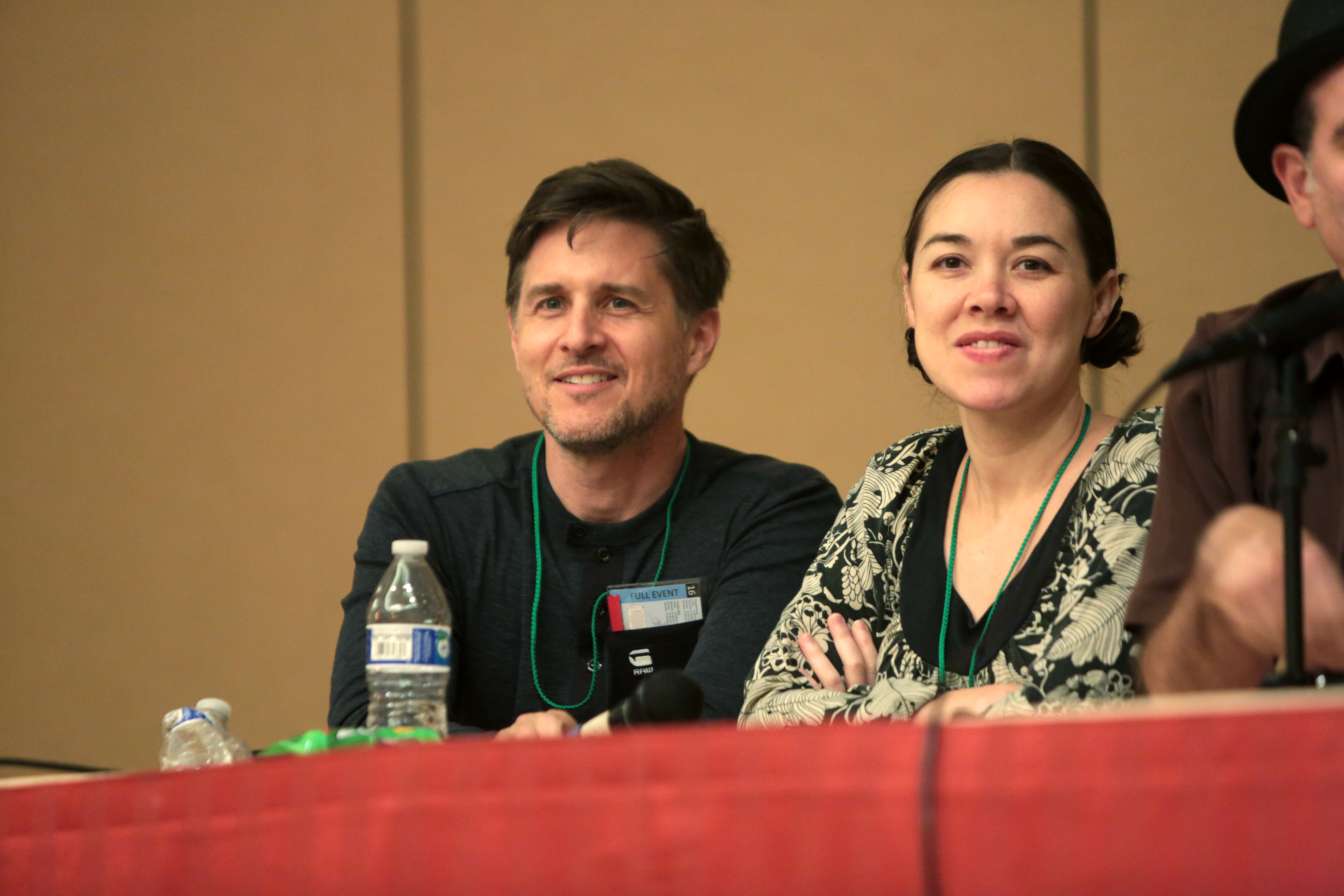
Platt con su esposo Yuri Lowenthal en la Saboten Con 2016

Platt y el también actor de doblaje Yuri Lowenthal se casaron en Las Vegas en la víspera de Año Nuevo de 2001. Tienen un hijo, nacido en 2016.

## Filmografía

### Papeles de voz

#### Doblaje en anime
| Año  | Serie                                  | Papel                            | Notas                | Ref.          |
| ---- | -------------------------------------- | -------------------------------- | -------------------- | ------------- |
| 2003 | Ultra Maniac                           | Tama (ep17), Voodoo Doll (ep10)  |                      |               |
| 2004 | Marmalade Boy                          | Jinny Golding                    | como Zoe Oliver      | [ 9 ]         |
| 2004 | Rave Master                            | Reina                            |                      |               |
| 2004 | Takahashi Rumiko Gekijō                | Kenta Hirooka                    |                      |               |
| 2005 | Girls Bravo                            | Hakana                           |                      |               |
| 2005 | DearS                                  | Eiko                             |                      |               |
| 2005 | Ghost Talker's Daydream                | Estudiante A                     |                      |               |
| 2006 | Naruto                                 | Temari                           |                      | [ 10 ]        |
| 2006 | Boys Be...                             | Mizuki Takano                    | Episodio 2           | [ 11 ]        |
| 2006 | Gun × Sword                            | Marie, Marianne                  | Episodio 17          |               |
| 2006 | Kamichu!                               | Benton                           |                      |               |
| 2006 | Fate/stay night                        | Caster                           |                      |               |
| 2007 | Tales of Phantasia                     | Meryl, Sylph                     |                      |               |
| 2007 | MÄR                                    | Queen                            |                      |               |
| 2007 | Tokkō                                  | Suzuka Kureha                    |                      |               |
| 2007 | Rozen Maiden Träumend                  | Barasuisho                       |                      |               |
| 2007 | Blue Dragon                            | Cynthia                          |                      |               |
| 2008 | Busō Renkin                            | Tokiko Tsumura                   |                      | [ 2 ] [ 12 ]  |
| 2008 | AIKa R-16: Virgin Mission              | Risako Nagase                    |                      |               |
| 2008 | Strait Jacket                          | Filisis Moog                     |                      |               |
| 2009 | Amaenaide yo!!                         | Yuko Atoda                       |                      | [ 13 ]        |
| 2009 | Bleach                                 | Lisa Yadōmaru, Sode no Shirayuki |                      | [ 12 ]        |
| 2009 | Naruto: Shippuden                      | Temari                           |                      | [ 10 ]        |
| 2009 | Monster                                | Eva Heinemann                    |                      |               |
| 2010 | Mobile Suit Gundam Unicorn             | Marida Cruz                      |                      | [ 3 ] [ 14 ]  |
| 2011 | Rozen Maiden Ouvertüre                 | Barasuishou                      |                      |               |
| 2012 | Tiger & Bunny                          | Agnes Joubert                    |                      | [ 15 ]        |
| 2013 | K                                      | Seri Awashima                    |                      | [ 16 ]        |
| 2014 | Sailor Moon                            | Ikuko Tsukino, Kaolinite, others | Doblaje de Viz Media | [ 17 ] [ 18 ] |
| 2015 | Digimon Xros Wars                      | Mervamon                         |                      |               |
| 2015 | Hyperdimension Neptunia: The Animation | Vert/Green Heart                 |                      | [ 19 ]        |
| 2015 | Sailor Moon Crystal                    | Ikuko Tsukino, Kaolinite         |                      | [ 20 ]        |
| 2018 | Aggretsuko                             | Washimi                          |                      | [ 21 ]        |
| 2018 | Boruto: Naruto Next Generations        | Temari                           |                      |               |

#### Animación
| Año       | Serie                     | Papel                             | Notas                                     | Ref.         |
| --------- | ------------------------- | --------------------------------- | ----------------------------------------- | ------------ |
| 2003      | The Proud Family          | Deorgeous Woman                   | Episodio: "Crouching Trudy, Hidden Penny" |              |
| 2007      | Legión de superhéroes     | Dream Girl                        |                                           | [ 3 ]        |
| 2009–2012 | Huntik: Secrets & Seekers | Lady S, Shauna, Alisa Clairmont   |                                           | [ 22 ]       |
| 2010      | Ben 10: Ultimate Alien    | Jennifer Nocturne                 | 2 episodios                               | [ 3 ] [ 12 ] |
| 2011      | Regular Show              | Mamá                              | Episodio: "Terror Tales of the Park"      |              |
| 2012      | Ben 10: Omniverse         | Ester, Subdora, Jennifer Nocturne | Recurrente                                | [ 23 ]       |
| 2015      | X-Ray and Vav             | Mujer                             | Episodio: "Divide & Conquer"              | [ 24 ]       |
| 2016      | RWBY                      | Kali Belladonna                   |                                           |              |
| 2018      | DuckTales                 | Girl Woodchuck, Mrs. Drake        | 2 episodios                               |              |

#### Películas
| Año  | Título                                                   | Papel           | Notas | Ref.   |
| ---- | -------------------------------------------------------- | --------------- | ----- | ------ |
| 2005 | Digimon Frontier: Island of Lost Digimon                 | D'Arcmon        |       |        |
| 2008 | Kite Liberator                                           | Manatsu Mukai   |       |        |
| 2011 | Tekken: Blood Vengeance                                  | Anna Williams   |       | [ 25 ] |
| 2012 | Oblivion Island: Haruka and the Magic Mirror             | Vikki           |       | [ 26 ] |
| 2013 | Iron Man: Rise of Technovore                             | Sasha Hammer    |       |        |
| 2014 | Naruto: Blood Prison                                     | Erimaki Sharo   |       |        |
| 2015 | Tiger & Bunny: The Rising                                | Agnes Joubert   |       | [ 27 ] |
| 2023 | Justice League X RWBY: Super Heroes & Huntsmen, Part One | Kali Belladonna |       | [ 28 ] |
| 2023 | Spider-Man: Across the Spider-Verse                      | Yuri Watanabe   |       |        |

#### Videojuegos
| Año           | Título                                                               | Papel                     | Notas                                                                                          | Ref.         |
| ------------- | -------------------------------------------------------------------- | ------------------------- | ---------------------------------------------------------------------------------------------- | ------------ |
| 2004          | Halo 2                                                               | Genie, Isabel, Cassie     |                                                                                                |              |
| 2005          | Rave Master                                                          | Reina                     |                                                                                                |              |
| 2005          | ObsCure                                                              | Ashley Thompson           |                                                                                                |              |
| 2006          | Valkyrie Profile 2: Silmeria                                         | Hrist, Leone              |                                                                                                |              |
| 2007          | Tales of the World: Radiant Mythology                                | Raine Sage                | Sin acreditar                                                                                  |              |
| 2007-presente | Serie Persona                                                        | Mitsuru Kirijo, Elizabeth | Sin acreditar                                                                                  |              |
| 2007          | Eternal Sonata                                                       | Claves                    |                                                                                                |              |
| 2007          | Warriors Orochi                                                      | Mori Ranmaru, Oichi       | Sin acreditar                                                                                  |              |
| 2007          | Soul Nomad & the World Eaters                                        | Juno                      |                                                                                                |              |
| 2007          | Resident Evil: The Umbrella Chronicles                               | Red Queen                 | Sin acreditar                                                                                  |              |
| 2007-presente | Serie de videojuegos de Naruto                                       | Temari                    |                                                                                                | [ 9 ]        |
| 2009-presente | Serie Soulcalibur                                                    | Setsuka                   | Sin acreditar. Desde Soulcalibur IV                                                            | [ 29 ]       |
| 2008          | Tales of Symphonia: Dawn of the New World                            | Raine Sage                | Sin acreditar                                                                                  |              |
| 2008          | Mortal Kombat vs. DC Universe                                        | Wonder Woman              |                                                                                                |              |
| 2008          | Star Ocean: First Departure                                          | Mavelle Froesson          |                                                                                                |              |
| 2009          | League of Legends                                                    | Katarina du Couteau       |                                                                                                | [ 23 ]       |
| 2009-presente | Serie Tekken                                                         | Anna Williams             | Sin acreditar en Tekken 6, versión de consola - Tekken 7. Desde Tekken 6 , versión de consola. |              |
| 2010          | Final Fantasy XIII                                                   | Habitantes de Cocoon      |                                                                                                |              |
| 2011          | Serie Hyperdimension Neptunia                                        | Vert/Green Heart          | Sin acreditar, reemplazada por Carrie Keranen desde Megadimension Neptunia VII                 |              |
| 2011          | Marvel vs. Capcom 3: Fate of Two Worlds/Ultimate Marvel vs. Capcom 3 | Tron Bonne                |                                                                                                | [ 2 ] [ 30 ] |
| 2011          | Saints Row: The Third                                                | Voz femenina 2            |                                                                                                |              |
| 2012          | Resistance: Burning Skies                                            | Eleanor 'Ellie' Martínez  |                                                                                                | [ 3 ]        |
| 2012          | Zero Escape: Virtue's Last Reward                                    | Alice                     | Sin acreditar                                                                                  | [ 31 ]       |
| 2013          | Karateka                                                             | Mariko                    | Remake de 2012                                                                                 |              |
| 2013          | Fire Emblem: Awakening                                               | Flavia, Miriel            |                                                                                                |              |
| 2013          | Unearthed: Trail of Ibn Battuta                                      |                           |                                                                                                |              |
| 2013          | Palace Pets                                                          | Pumpkin                   |                                                                                                |              |
| 2013          | Killer Is Dead                                                       | Vivienne Squall, Jubilee  |                                                                                                |              |
| 2013          | Grand Theft Auto V                                                   | Población local           |                                                                                                |              |
| 2013          | Skylanders: Swap Force                                               | Punk Shock                |                                                                                                | [ 32 ]       |
| 2014          | Drakengard 3                                                         | Zero                      | Sin acreditar                                                                                  | [ 33 ]       |
| 2014          | Guilty Gear Xrd                                                      | Millia Rage               |                                                                                                |              |
| 2014          | Hearthstone                                                          | Valeera Sanguinar         |                                                                                                | [ 34 ]       |
| 2014          | Skylanders: Trap Team                                                | Dreamcatcher, Punk Shock  |                                                                                                | [ 35 ]       |
| 2024          | Bayonetta 2                                                          | Glamor, Alraune           |                                                                                                |              |
| 2014          | Sunset Overdrive                                                     |                           |                                                                                                | [ 36 ]       |
| 2015          | Final Fantasy XIV: A Realm Reborn                                    | Lucia Junius              | Le dio voz antes del patch 3.0 con el lanzamiento de Final Fantasy XIV: Heavensward            |              |
| 2015          | Skylanders: SuperChargers                                            | Punk Shock                |                                                                                                |              |
| 2015          | Xenoblade Chronicles X                                               | Avatar femenino           |                                                                                                | [ 37 ]       |
| 2017          | Heroes of the Storm                                                  | Valeera Sanguinar         |                                                                                                |              |
| 2018          | Spider-Man                                                           | Yuri Watanabe             |                                                                                                |              |
| 2019          | Fire Emblem Heroes                                                   | Edelgard, Flavia, Miriel  |                                                                                                | [ 38 ]       |
| 2019          | Fire Emblem: Three Houses                                            | Edelgard                  |                                                                                                |              |
| 2021          | Guilty Gear Strive                                                   | Millia Rage               |                                                                                                |              |
| 2022          | Fire Emblem Warriors: Three Hopes                                    | Edelgard                  |                                                                                                |              |
| 2023          | Fire Emblem: Engage                                                  | Edelgard                  |                                                                                                |              |

### Papeles de acción en vivo

#### Televisión
| Año  | Serie                      | Papel                 | Notas                                    | Ref.   |
| ---- | -------------------------- | --------------------- | ---------------------------------------- | ------ |
| 2001 | One Life to Live           | Stewardess            | Episodio #1.7260                         |        |
| 2004 | Gilmore Girls              | Shelly                | Episodio: "Afterboom"                    | [ 10 ] |
| 2004 | Passions                   | Enfermera #1          | Episodio #1.1375                         |        |
| 2005 | Charmed                    | The Muse              |                                          | [ 10 ] |
| 2005 | The Playbook               | DLiteLA, Profile Girl | Episodio: "Gaming and Taming Technology" |        |
| 2006 | Days of Our Lives          | Cheryl, Manuela       |                                          |        |
| 2012 | The Young and the Restless | Jade                  |                                          |        |
| 2012 | Castle                     | Janelle               | Episodio: "Dial M for Mayor"             | [ 10 ] |
| 2012 | Revenge                    | Becca                 | Episodio: "Legacy"                       | [ 10 ] |
| 2013 | Hawaii Five-0              | Allie                 | Episodio: "Hoa Pili"                     | [ 10 ] |
| 2013 | Scandal                    | Navy Servicewoman     | Episodio: "It's Handled"                 |        |
| 2015 | The Player                 | Cirujano              | Episodio: "Downtown Odds"                |        |

#### Películas
| Año  | Título                          | Papel          | Notas                               | Ref.                |
| ---- | ------------------------------- | -------------- | ----------------------------------- | ------------------- |
| 2004 | Scarecrow Gone Wild             | Lynn           |                                     |                     |
| 2013 | The Call                        | Female Trainee |                                     | [ 10 ] [ 30 ]       |
| 2013 | Con Artists                     | Ella misma     | Falso documental                    | [ 3 ] [ 10 ] [ 23 ] |
| 2014 | Topsy McGee vs. the Sky Pirates | Topsy McGee    | Productora, escritora, cortometraje | [ 39 ]              |

#### Series web
| Año        | Serie         | Papel                    | Notas                                  | Ref.          |
| ---------- | ------------- | ------------------------ | -------------------------------------- | ------------- |
| 2007       | Galacticast   | Novia de of RoboJew, Son |                                        |               |
| 2011       | Shelf Life    | Hero Lass                | Creadora, productora                   | [ 40 ]        |
| 2014       | Up, Up & Away | Self                     | Creadora, productora                   | [ 41 ]        |
| 2018       | Whatta Lark   | Megan Revere             | Creadora, productora                   | [ 42 ]        |
| 2012; 2015 | TableTop      | Invitada                 | Eps. "Castle Panic", "Kingdom Builder" | [ 43 ] [ 44 ] |